# More Fast Songs About the Apocalypse
More Fast Songs About the Apocalypse je studiové album amerického hudebníka Mobyho. Jde o jeho druhou desku s projektem The Void Pacific Choir. Vydáno bylo dne 12. června 2017, kdy jej Moby uvolnil zdarma ke stažení z internetu. Fyzická verze alba vyšla o čtyři dny později. Dne 20. června 2017 byl zveřejněn videoklip k písní „In this Cold Place“, jehož režisérem byl Steve Cutts. Videoklip je zaměřen na práva zvířat a odráží se v něm také Mobyho politické názory, což vyvolalo značný odpor ze strany příznivců Donalda Trumpa, jehož je Moby odpůrcem.

## Seznam skladeb
1. Silence – 3:56
2. A Softer War – 4:29
3. There’s Nothing Wrong with the World There’s Something Wrong with Me – 3:52
4. Trust – 2:50
5. All the Hurts We Made – 5:06
6. In This Cold Place – 3:57
7. If Only a Correction of All We’ve Been – 5:25
8. It’s So Hard to Say Goodbye – 3:27
9. A Happy Song – 2:49